# Oktobrska revolucija
Oktobrska revolucija je razširjen naziv za vstajo v Petrogradu v noči iz 24. na 25. oktober 1917 po starem koledarju (ali od 6. na 7. november po novem), ko so oboroženi delavci z vojaki pod vodstvom boljševikov zrušili začasno vlado. Zato jo nekateri imenujejo boljševiška, bolj redko pa tudi novembrska revolucija. V nekaterih pogledih je bila nadaljevanje ruske revolucije leta 1917, pri čemer je bila prva faza tako imenovana februarska revolucija. Najbolj markanten voditelj revolucije je bil Vladimir Iljič Lenin. 
Osrednje aktivnosti revolucije so bile v Petrogradu. Bile so pod nadzorom Petrogradskega sveta, ki mu je načeloval Lev Trocki ter vojaški komite pod nadzorom Adolpha Joffeja. Revolucija je bila odgovor na zatiranje in poniževanje Carske Rusije ter na negativne posledice, ki jih je imela prva svetovna vojna.

## Potek revolucije
Dogodki so se prav v dneh oktobrske revolucije vrtoglavo razvrstili. Začasna vlada je prepovedala izhajanje partijskega glasila boljševikov (Delavska pot) in poslala pred redakcijo oklepne enote. Rdeča garda in delavci so se uprli in odbili enote začasne vlade. Vojne sile, ki so jih vodili iz glavnega stana boljševikov Smolnega, so prešle v napad, pri čemer so imele pomembno vlogo ladje baltske flote, zasidrane v petrograjskem pristanišču. Oklepnica Aurora je izstrelila zgodovinski topovski strel na zimsko palačo, sedež začasne vlade. Boljševiki so načrtno zavzemali pomembnejše objekte, njihove oborožene enote so vdrle v zimsko palačo in aretirale ministre. Aleksander Fjodorovič Kerenski, ki je bil na čelu začasne vlade, je pobegnil, revolucionarni vojaški komite pa je objavil, da je začasna vlada odstranjena. Začetni odpor boljševikom je bil šibak, ker je bila začasna vlada nepriljubljena, nesposobna, ker ni znala oceniti dejanskega položaja. 
Sklicali so drugi vseruski kongres sovjetov, ki je potrdil prehod oblasti v roke sovjetov delavskih in vojaških poslancev (deputatov). Izglasovali so dva pomembna odloka: dekret o miru in dekret o zemlji. Vlado, ki je bila pojmovana kot začasna, je poveril Svetu ljudskih komisarjev, za njegovega predsednika je bil imenovan Lenin. 
- Dekret o zemlji se sestoji iz dveh delov. Prvi je odpravil zemljiško lastnino brez nadomestila, drugi del dekreta je ukinjal za vedno pravico do zasebne lastnine zemlje. Postala je lastništvo vseh in izkoriščali naj bi jo tisti, ki jo dejansko obdelujejo.

- Dekret o miru je pozval vojskujoče se države, naj takoj začnejo pogovore za pravičen in demokratičen mir, brez aneksij in brez povračil oziroma reparacij. Ni nepomemben zapis, da je vsak predlog, ki bi vodil k miru, dobrodošel, mora pa biti takojšen, jasen in nikakor ne sme biti dvoumen ali tajen. Dekret je bil naperjen zlasti zoper tajno diplomacijo in je najavil javno objavo vseh tajnih sporazumov carske Rusije. Prav tako je razglasil za neveljavne vse tiste pogodbe, ki naj bi bile v korist ruskih veleposestnikov in kapitalistov. Poseben poziv je bil usmerjen »razredno zavednim delavcem« Anglije, Francije in Nemčije, ki naj bi podprli mirovne napore nove sovjetske oblasti.

Sprva je bila oblast boljševikov omejena na Petrograd. V Moskvi so oblast vzpostavili 15. novembra 1917 po hudih bojih. Prevzemanje oblasti se je zavleklo do januarja 1918. Velika olajšava pri prevzemanju oblasti je bil  nadzor, ki so si ga boljševiki zagotovili nad železniškimi progami in pri tem so jih podpirali dobro organizirani železničarji.

## Pomembni dejavniki
Začetka in uspešnosti oktobrske revolucije ni mogoče razumeti brez upoštevanja treh dejavnikov, ki so bistveno pripomogli k temu. Ti dejavniki so:
- boljševiki so bili sposobni izkoristiti številne napake začasne vlade,
- znotraj revolucionarne levice so znali najti zaveznike,
- bili so dovolj smeli odločiti se za dejanje, ki mu pravzaprav nihče med njihovimi nasprotniki ni pripisoval trajnosti.

Program, ki so ga vsebovale aprilske teze, je bil dovolj jasen in privlačen za revolucionarno razpoložene množice, zlasti kar zadeva takojšen izstop iz vojne, rušenje kapitalističnega sistema ter izvedbo vlade delavcev in revnih kmetov.

## Posledice
Revolucija je odstranila rusko dotedanjo vlado, kar je privedlo do ruske državljanske vojne, ki je trajala od leta 1918 do 1920. V to so se vmešale skorajda vse sosednje  države, tako da je novi  državi v strahu pred širjenjem  komunizma napovedalo vojno kar 14 držav. Francozi in Poljaki so jo napadli s poljskega ozemlja, vojska ZDA se je izkrcala na Murmansku, Japonska pa pri Vladivostoku. Nemčija oz. takratna Weimarska republika se teh napadov ni udeležila, Velika Britanija pa je po zmagi laburistov odpoklicala svoje čete. 
30. decembra 1922 je bil v Moskvi na srečanju delegacij iz Ruske SFSR, Ukrajinske SSR, Beloruske SSR in Transkavkaške SFSR podpisan sporazum in sprejeta deklaracija o ustanovitvi ZSSR - Sovjetske zveze. 

## Poimenovanje
Sprva je bil dogodek imenovan oktobrska vstaja ali vstaja 25-ega, kot je videno v zapisih in dokumentih, na primer v prvi izdaji Leninovih dokončanih del. Čez čas se je v očeh javnosti oktobrska revolucija uveljavila kot zelo pomemben mednarodni dogodek.
»Velika oktobrska socialistična revolucija« (rusko: Великая Октябрьская социалистическая революция, Velikaja Oktjabr'skaja socialističěskaja revoljucija) je bilo uradno ime oktobrske revolucije v Sovjetski zvezi vse od desete obletnice revolucije leta 1943. Danes je to ime uporabljano predvsem pri Komunistični stranki Ruske federacije, v sodobnem ruskem zgodovinopisju pa je dogodek včasih imenovan  »boljševiški prevrat« (rusko большевистский переворот, bol'ševistskij perevorot). Izraz Rdeči oktober (Красный Октябрь) je ravno tako pripisan dogodkom tega meseca.